# ياسمين خلاط
ياسمين خلاط (13 فبراير 1959 -)، ممثلة، مخرجة، مترجمة وروائية لبنانية، درست السينما في جامعة باريس، ومثلت في عدة أفلام منذ نهاية السبعينيات، من أبرزها (عزيزة، نهلة، أحلام المدينة)، ثم أقامت بعدها بفرنسا حيث عملت أيضًا كمخرجة لأفلام وثائقية، وترجمت العديد من الكتب وأصدرت عدد من الروايات منها اليأس خطيئة في عام 2001.